# Liste der Biografien/Holi
Liste der Biografien |
Portal Biografien |
Personensuche
# |
A |
B |
C |
D |
E |
F |
G |
H |
I |
J |
K |
L |
M |
N |
O |
P |
Q |
R |
S |
T |
U |
V |
W |
X |
Y |
Z |
?
 
Ha |
Hd |
He |
Hi |
Hj |
Hk |
Hl |
Hm |
Hn |
Ho |
Hr |
Hs |
Ht |
Hu |
Hv |
Hw |
Hy
 
Hoa |
Hob |
Hoc |
Hod |
Hoe |
Hof |
Hog–Hok |
Hol |
Hom |
Hon |
Hoo |
Hop |
Hoq |
Hor |
Hos |
Hot |
Hou |
Hov |
How |
Hox |
Hoy |
Hoz
 
Hola |
Holb |
Holc |
Hold |
Hole |
Holf |
Holg |
Holi |
Holj |
Holk |
Holl |
Holm |
Holn |
Holo |
Holp |
Holr |
Hols |
Holt |
Holu |
Holv |
Holw |
Holy |
Holz
Die Liste der Biografien führt alle Personen auf, die in der deutschsprachigen Wikipedia einen Artikel haben. Dieses ist eine Teilliste mit 42 Einträgen von Personen, deren Namen mit den Buchstaben „Holi“ beginnt.

## Holi

### Holic
- Holick, Michael F. (* 1946), US-amerikanischer Arzt und Biochemiker
- Holicki, Armin (1936–2008), deutscher Wirtschaftswissenschaftler und Kommunalpolitiker

### Holid
- Holiday, Aaron (* 1996), US-amerikanischer Basketballspieler
- Holiday, Billie (1915–1959), US-amerikanische Jazz-SängerinBillie Holiday (1915–1959)

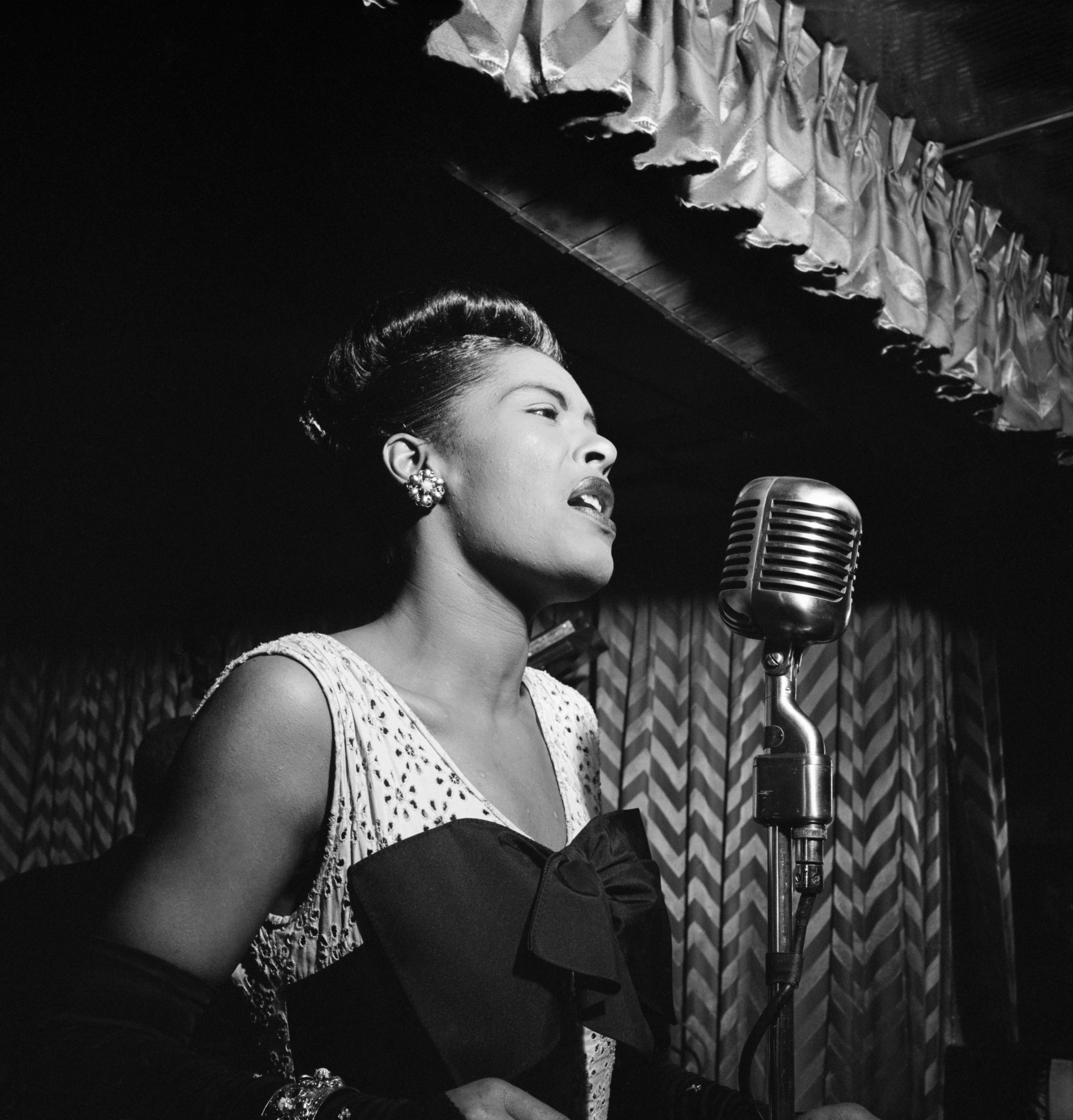
Billie Holiday (1915–1959)

- Holiday, Clarence (1898–1937), US-amerikanischer Jazzmusiker
- Holiday, Eugene (* 1962), niederländischer Politiker, Gouverneur von Sint Maarten
- Holiday, Hope (* 1930), US-amerikanische Schauspielerin und Filmproduzentin
- Holiday, J. (* 1982), US-amerikanischer R&B-Sänger
- Holiday, Jack, Schweizer House- und Electro-DJ und Musikproduzent
- Holiday, Jrue (* 1990), US-amerikanischer Basketballspieler
- Holiday, Lauren (* 1987), US-amerikanische Fußballnationalspielerin
- Holiday, Peter (* 1952), südafrikanischer Geistlicher und römisch-katholischer Bischof von Kroonstad
- Holiday, Philip (* 1970), australischer Boxer im Leichtgewicht
- Holiday, Tony (1951–1990), deutscher Schlagersänger und Texter
- Holidis, Haralambos (1956–2019), griechischer Ringer

### Holif
- Holifield, Chester E. (1903–1995), US-amerikanischer Politiker

### Holig
- Holighaus, Alfred (* 1959), deutscher Autor und Filmkaufmann
- Holighaus, Klaus (1940–1994), deutscher Segelflugzeugkonstrukteur und -pilot
- Holighaus, Tilo (* 1969), deutscher Segelflugzeugkonstrukteur und -pilot

### Holik
- Holík, Alois (* 1947), tschechoslowakischer Radrennfahrer
- Holík, Bobby (* 1971), tschechischer Eishockeyspieler und -trainer
- Holík, František (* 1998), tschechischer Skispringer
- Holík, Jaroslav (1942–2015), tschechoslowakischer Eishockeyspieler
- Holík, Jiří (* 1944), tschechoslowakischer Eishockeyspieler
- Holik, Johannes (* 1961), österreichischer Komponist
- Holik, Josef (1931–2021), deutscher Diplomat und Autor
- Holik, Wiltrud (* 1940), deutsche Diplomatin
- Holíková, Andrea (* 1968), tschechoslowakische Tennisspielerin
- Holíková, Zuzana (* 1999), tschechische Skilangläuferin

### Holin
- Holinde, Karl (1939–1996), deutscher Physiker
- Holinej, Petro (* 1973), ukrainischer griechisch-katholischer Geistlicher und Weihbischof in Kolomyia
- Höling, Ann (1925–2005), deutsche Schauspielerin
- Höling, Dietrich († 1617), Kaufmann und Ratsherr der Hansestadt Lübeck
- Holinger, Eduard (1856–1895), Schweizer Politiker
- Holinka, Carmen (* 1968), deutsche Fußballspielerin
- Holinshed, Raphael, englischer Schriftsteller
- Holinski, Horst (* 1929), deutscher Melker und Mitglied der Volkskammer der DDR
- Holinski, Horst (* 1936), deutscher Maler

### Holis
- Holisová, Zdeňka (* 1979), tschechische Crosslauf-Sommerbiathletin

### Holit
- Holitscher, Arnold (1859–1942), österreichischer Arzt und Aktivist der Arbeiter-Abstinenten-Bewegung
- Holitscher, Arthur (1869–1941), ungarischer SchriftstellerArthur Holitscher (1869–1941)

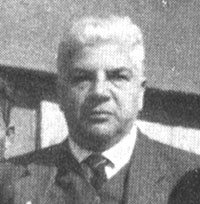
Arthur Holitscher (1869–1941)

- Holitzka, Klaus (* 1947), deutscher Grafiker und Autor